# Parrhasios (Maler)

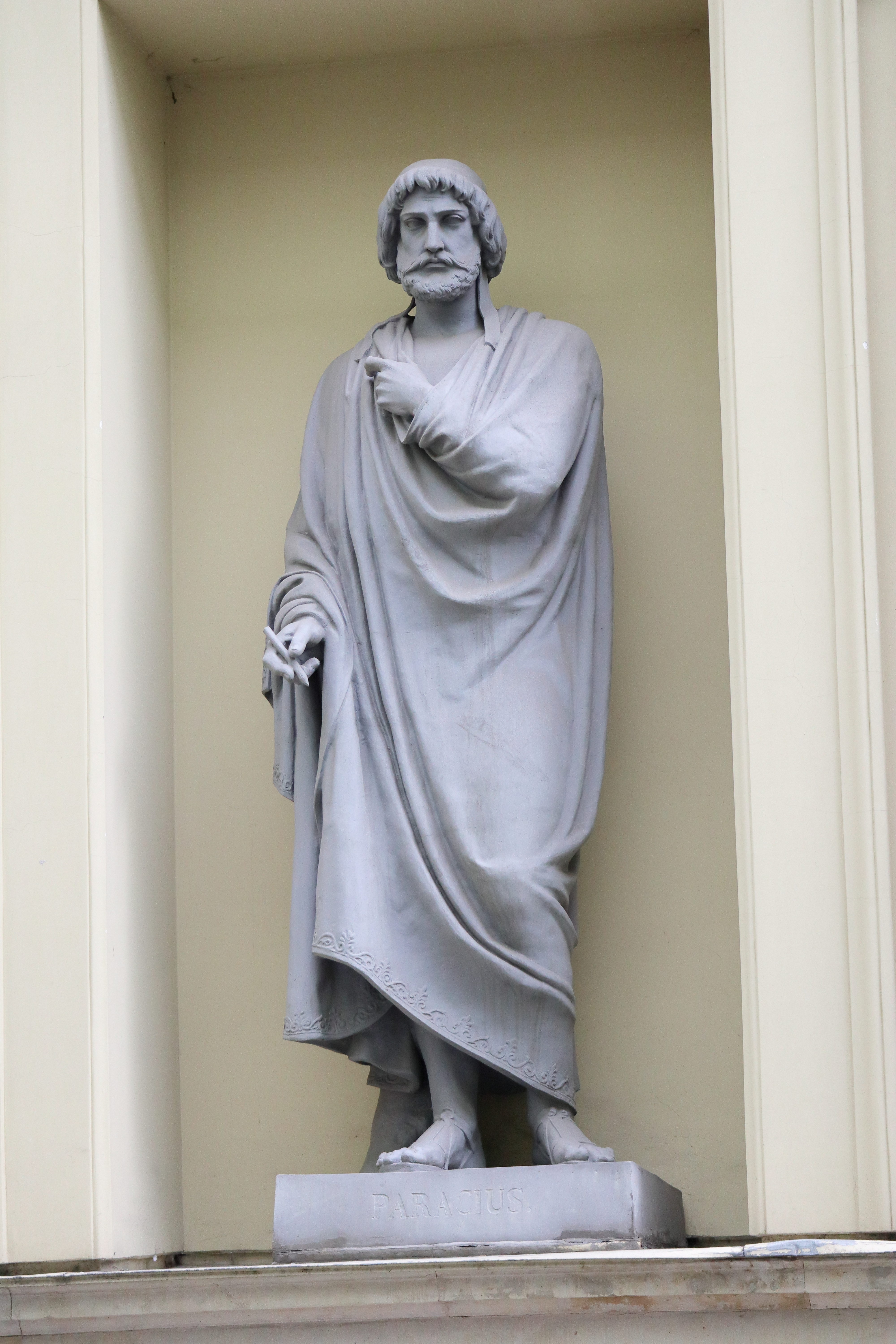
Statue von Parrhasios

Parrhasios (altgriechisch Παρράσιος) war ein griechischer Maler aus Ephesos. Er war Sohn und Schüler des Euenor und wirkte in der zweiten Hälfte des 5. Jahrhunderts bis in die ersten Jahrzehnte des 4. Jahrhunderts v. Chr. in Athen. 

## Leben
Parrhasios nannte seine ephesische Herkunft und den Namen seines Vaters selbst auf einem Epigramm, das er auf einem seiner Bilder angebracht hatte, und wird auch zumeist als Epheser angesprochen. Der ältere Seneca nennt ihn Athener, was wohl dem Umstand geschuldet ist, dass Parrhasios den größten Teil seines Lebens in Athen verbrachte.
Parrhasios’ Akme wird von Plinius mit der 95. Olympiade, also 400 v. Chr.,  die seines Vaters mit der 90. Olympiade angegeben. Quintilian gibt die Zeit des Peloponnesischen Krieges als Blüte. Allerdings muss Parrhasios zu dieser Zeit schon eine bedeutende Stellung als Maler gehabt haben, da er nach übereinstimmendem Zeugnis des Pausanias und des Athenagoras den zeichnerischen Entwurf des Schildes für die um 450/440 v. Chr. vollendete Athena Promachos schuf. Als letztes Werk wird ein Porträt des Diogenesschülers Philiskos genannt, das er wegen dessen Lebensdaten nicht viel früher als um 385/380 v. Chr. gemalt haben kann. Seine Lebensdaten eher gegen Ende des 5. Jahrhunderts v. Chr. ansetzen kann man nur, wenn man gegenüber der Statue selbst eine deutlich spätere Entstehung des Promachos-Schildes annimmt.

## Werk
Von Parrhasios ist literarisch ein reiches Gesamtwerk von mehr als dreißig Bildern überliefert und umfangreich ist auch die Darstellung seiner Persönlichkeit. 
Ältestes gesichertes Werk des Parrhasios ist der Entwurf zum Schild der Athena Promachos mit seiner von Pausanias beschriebenen Kentauromachie, die von Mys um 450/440 v. Chr. in Bronze ausgeführt wurde. Für Mys schuf er auch die Vorlage für einen ziselierten Herakleotischen Skyphos mit der Darstellung einer Iliupersis.
Wohl um 410 v. Chr. ist sein Gemälde des Demos von Athen anzusetzen. In dem Bild stellte er die denkbar unterschiedlichsten, durch den Demos vertretenen Charaktere dar: das athenische Volk war zugleich wankelmütig, cholerisch, ungerecht und wendig, es war unerbittlich und milde, mitfühlend und stolz, erhaben und ergeben, grimmig und ängstlich. Es ist schwierig, eine genaue Vorstellung von dem Gemälde zu bekommen, da die Frage, ob alles in einer einzigen Person, beispielsweise mittels der von Theatermasken bekannten Darstellungsmöglichkeiten gegensätzlicher Gefühlsregungen, zum Ausdruck kam oder eine ganze Gruppe von zwölf Personen den Demos und seine Charaktere vertrat, nicht geklärt werden kann. Laut Plinius löste er das Problem auf geistreiche Weise (pinxit demon Atheniensium argumento quoque ingenioso). Möglicherweise fand das bei Xenophon überlieferte Gespräch zwischen Parrhasios und Sokrates über die Darstellung des Seelenzustands in der Kunst im Kontext der Entstehungsgeschichte des Demos statt.
Vor dem rhodischen Synoikismos des Jahres 408/407 v. Chr. malte er einen Herakles und mehrere kleine Bilder für Lindos. Der Herakles wäre „ihm im Traum erschienen, und zwar genau so, wie man ihn sehe.“ Wohl nach 408/407 v. Chr. schuf er für Rhodos das Tafelgemälde mit Meleager, Herakles und Perseus, das wie durch ein Wunder drei Blitzeinschläge überstand und zur Zeit des Plinius noch existierte. Um 385/380 v. Chr. malte er als letztes unter seinen einer Datierung zugänglichen Werken das Bildnis des Philiskos, flankiert von Dionysos und Arete.
Eine Reihe von Gemälden erotischen Inhalts, sogenannte libidines, sind – als Genre erstmals bei Euripides in seinem 428 v. Chr. aufgeführten Hippolytos erwähnt – nach 425 v. Chr. entstanden. Unter ihnen befindet sich eine Darstellung der Fellatio, in qua Meleagro Atalanta ore morigeratur und die im Schlafgemach des Tiberius hing, für 600.000 Sesterzen erworben. Möglicherweise gehört in diesen Kontext auch das Gemälde eines Archigallos, eines Hohepriesters der Kybele, das möglicherweise mit dem bei Tzetzes genannten Bildnis des Megabyzos, ebenfalls eines Kybelepriesters, identisch ist.
Vom restlichen Werk werden in der schriftlichen Überlieferung genannt: Ein Selbstporträt mit den Zügen des Hermes, das er aus Angst vor einer Anzeige wegen Gotteslästerung, der Asebie, nur mit einem Pseudonym signierte; ein Prometheus, um dessen Leid naturgetreu darstellen zu können, er angeblich einen Sklaven aus dem Krieg gegen Olynth kaufte und folterte; einen Theseus, der sich ursprünglich in Athen befand und, von Sulla 86 v. Chr. nach Rom geschafft und im Kapitolinischen Tempel aufgestellt, mit dem Brand des Jahres 70 n. Chr. verloren ging; ein Philoktet auf Lemnos; die Heilung des Telephos in Gegenwart von Achilleus, Agamemnon und Odysseus, ein Bild, das von Plinius genauso gerühmt wurde wie sein Bild von Aeneas, Kastor und Polydeukes; im künstlerischen Wettstreit angeblich mit Euphranor soll er einen sich irrsinnig stellenden Odysseus in Ephesos gemalt haben.
Im Wettstreit auf Samos mit Timanthes schuf er ein Gemälde, das Ajax und Odysseus im Streit um die Waffen Achills zeigte. Timanthes gewann mit großer Mehrheit der Stimmen. Parrhasios soll im Namen seines gemalten Helden Ajax mit den Worten reagiert haben, es sei „eine Schande zum zweiten Mal von einem unwürdigen Gegner überwunden worden zu sein.“
Schließlich malte er noch eine Reihe von Genrebildern, etwa eine alte Amme mit Kind, einen Priester, zwei Epheben, einen Nauarch, zwei sehr gerühmte Hopliten, der eine laufend, so dass man glaubte, ihn schwitzen zu sehen, der andere – und man hörte förmlich das erleichterte Aufatmen – sich von seinen Waffen befreiend. Zahlreiche seiner kleineren Malereien auf Pergament und Täfelchen dienten nachfolgenden Künstlern als Vorlagen und Studienobjekte.
Eines seiner bekanntesten Werke schuf er im Wettstreit mit Zeuxis, dessen gemalte Trauben die Vögel anpickten, während durch einen von Parrhasios gemalten Vorhang Zeuxis selbst getäuscht wurde, so dass er den Schleier beiseiteschieben wollte, um die Malerei darunter besser betrachten zu können.

## Stellung und Person
Nach Zeuxis und Apelles wird kein Maler und sein Werk in der antiken Überlieferung so häufig genannt wie Parrhasios. Laut Plinius, der sich hierbei auf Autoren des 3. Jahrhunderts v. Chr. wie Xenokrates von Athen beruft, war er der erste, der die Regeln der Symmetria in die Malerei übertrug. Das vor dem 5. Jahrhundert v. Chr. nicht belegte Wort Symmetria meint im antiken Wortverständnis das Maßverhältnis, in dem verschiedene Aspekte ein und derselben Sache zueinander stehen, und kann auf „feucht“–„trocken“, „warm“–„kalt“, auf Gebäudeteile und Bauglieder, aber auch auf die Gliedmaßen eines Körpers bezogen werden. Symmetria ist im Gegensatz zu Asymmetria immer das „gute und richtige“ Maßverhältnis.
Parrhasios verlieh dem Gesichtsausdruck Feinheiten, den Haaren Eleganz und dem Mund Schönheit. Mit seinen Umrisszeichnungen der Körper erreichte er unter allen Künstlern den ersten Rang. „Das ist die höchste Stufe der Feinheit in der Malerei“ (haec est picturae summa subtilitas). Er verstand es, die Konturen und ihre Rundungen so perfekt zu zeichnen, dass eine räumliche Tiefenwirkung mit klarer Zuordnung der Raumebenen, des Davor und Dahinter, entstand – eine praktische Beschäftigung mit den Problemen der Stereometrie, wie sie die Philosophie etwa bei den Pythagoräern, später auch insbesondere bei Platon theoretisch erörterte. Zugleich waren seine Fähigkeiten im Bereich der Binnenzeichnung weniger ausgeprägt, obgleich immer noch perfekt. Seine Malerei scheint Elemente des Trompe-l’œil enthalten oder zumindest dessen Entwicklung eingeleitet zu haben, eine illusionistische Malerei, die der anekdotischen Überlieferung zufolge selbst seinen Konkurrenten Zeuxis zu täuschen verstand.
Parrhasios’ Charakter wird als vielschichtig dargestellt. Einerseits war er anscheinend ein fröhlicher Mensch, der beim Malen vor sich hin sang. Andererseits war er beißend und kränkend, sobald er unterlag oder, wie im Falle des Wettstreits mit Timanthes, Kritik an seinem Werk laut wurde. Er lief in purpurfarbenen Gewändern herum, trug einen goldenen Kranz oder ein weißes Tuch als Kopfbedeckung und nannte sich selbst den „Luxusliebenden“ (ἁβροδίαιτος). Er war überheblich und außerordentlich von sich selbst eingenommen, sah sich als Erster, princeps, unter den Malern, der die Kunst bis an ihre Grenzen geführt habe, die nicht mehr zu überschreiten seien.